# Tjärnatjärnen, Hälsingland
Tjärnatjärnen är en sjö i Hudiksvalls kommun i Hälsingland och ingår i Delångersåns huvudavrinningsområde. Sjön har en area på 0,125 kvadratkilometer och ligger 56 meter över havet.

## Delavrinningsområde
Tjärnatjärnen ingår i det delavrinningsområde (686115-153795) som SMHI kallar för Utloppet av Tjärnatjärnen. Medelhöjden är 93 meter över havet och ytan är 4,01 kvadratkilometer. Det finns inga avrinningsområden uppströms utan avrinningsområdet är högsta punkten. Vattendraget som avvattnar avrinningsområdet har biflödesordning 2, vilket innebär att vattnet flödar genom totalt 2 vattendrag innan det når havet efter 55 kilometer. Avrinningsområdet består mestadels av skog (57 procent) och jordbruk (26 procent). Avrinningsområdet har 0,12 kvadratkilometer vattenytor vilket ger det en sjöprocent på 2,9 procent. Bebyggelsen i området täcker en yta av 0,04 kvadratkilometer eller 1 procent av avrinningsområdet.